# XVI Triennale di Milano
La XVI Triennale di Milano delle Arti Decorative e industriali moderne si svolse dal 1979 al 1982, ed è segnata dal suo "risorgimento" dovuto al ritorno ad un'elevata rilevanza culturale, che era stata persa nelle ultime edizioni.

## Introduzione
Nel settembre del 1977 il Consiglio di Amministrazione della Sedicesima Triennale riceve l'incarico di gestire l'Ente.

Questo però era in uno stato di gravissimo dissesto, in quanto era da più di 6 anni che non veniva svolta alcun'attività espositiva e il suo personale era stata drasticamente ridotto perdendo un grande patrimonio di competenze e di storia vissuta della Triennale; in più il finanziamento era lo stesso di 15 anni prima e se già allora era insufficiente, ora gravato dall'inflazione era appena in grado di sostenere le spese gestionali.
In più anche la prestigiosa sede, il Palazzo dell'Arte oltre a versare in stato di degrado, perché non erano stato svolti più nemmeno i più elementari interventi di manutenzione; era stato dato in gestione dalla fondazione Bernocchi ed era divenuto sede di molte mostre, per esempio automobilistiche, e addirittura una parte era stata affittata a un dancing, ma non era destinato alle finalità per il quale era sorto, quali arte e cultura.
Ciò che appariva più preoccupante era, però, la più recente eredità culturale della Triennale che aveva oscurato quella più grande e importante del passato: infatti, nelle ultime edizioni la rilevanza culturale, la capacità di incidere nel mondo della progettazione e della produzione uniti ad un elevato impegno nell'ambito sociale e civile; avevano lasciato il posto a temi via via sempre più equivoci affrontati in modo astratto, rinunciatario e sostanzialmente ambiguo. Tutto questo aveva compromesso gravemente il grande prestigio della Triennale, facendola finire addirittura in un primo elenco di enti da sopprimere.
L'obiettivo della XVI Triennale era quindi il "risorgimento" di essa, il Consiglio di amministrazione aveva infatti posto un tema, non tanto per funzionare da elemento connettivo tra le sue manifestazioni, quanto come un elemento di riflessione e ripensamento sul ruolo e le finalità della Triennale. Tutto questo viene portato avanti con un colloquio con l'esterno, coinvolgendo membri del vecchio Centro Studi; le università; i rappresentanti di partiti politici, degli amministratori locali, dell'associazionismo, dei consigli di zona e circoli culturali; il sindacato, il mondo della produzione e i maggiori rappresentanti degli ordini professionali.
Il risultato fu un documento in cui si ipotizzava una nuova Triennale:
- con attività permanenti e sistematiche;
- con strutture nuove e idonee a sostenere la continuità dell'iniziativa indicandosi in un centro di documentazione (archivio, biblioteca, ecc.) ed in un laboratorio di comunicazione (con la finalità di consentire la maggior leggibilità, al di fuori degli addetti ai lavori, delle iniziative della Triennale) le due strutture di base;
- legata alle esigenze del territorio e largamente aperta ai contributi delle forze sociali;

Coerentemente a queste premesse il programma messo a punto per la Sedicesima Triennale prevedeva cinque grandi temi legati alla città, al territorio ed alla produzione industriale ed i suoi modi di essere conseguenti:
1. Conoscenza della città;
2. Il progetto di architettura;
3. La sistemazione del design;
4. Il senso della moda;
5. Lo spazio audiovisivo.

Sistemate tutte le questioni per una nuova Triennale vi era ancora un grave problema da risolvere: i finanziamenti.
Nel dicembre del 1979 parte comunque il primo ciclo della Sedicesima Triennale, in cui il motto era aprire per sfida, cercando di ottenere una mostra il più possibili vicina alla Triennale in progetto.
Praticamente senza risorse l'ente organizzatore riuscì comunque a occupare il Palazzo dell'arte con una ventina di mostre, oltre a convegni, seminari e performance; la particolarità fu che dato che l'Ente non garantiva risorse o assistenza di sorta, pur di esporre illustri intellettuali e operatori culturali si impegnarono direttamente anche nelle più banali operazioni manuali. Grazie a tutto ciò riuscirono a mostrare il nuovo volto della Triennale che era quello di un museo in continuo progresso.
Nei primi mesi del 1980, però, le risorse finanziari si esaurirono definitivamente e questo ebbe come conseguenza il disperdersi delle forze che avevano garantito il rilancio della Triennale.
Così il secondo e terzo ciclo della Sedicesima edizione poterono partire soltanto nell'autunno/inverno del 1981 dopo la dotazione di un nuovo finanziamento che, ancora, era in grado di sostenere solamente un minimo delle attività prefissate.

## Programma
All'interno del documento programmatico emergono, come elementi caratterizzanti la Sedicesima edizione, il collegamento tra cultura, economia, arte e industria e il confronto diretto con la realtà, traducibile con un particolare impegno sia politico che civile analogo a quello che contraddistinse in modo particolare l'Ottava edizione del 1947.
L'ambito di attività nel quale si sarebbe dovuto collocare il nuovo programma venne espresso con i binomi ambiente-insediamento e produzione-cultura, ritenuti dalla Giunta non praticabili nel concreto come due linee distinte, quindi non separabili. Elementi che invece caratterizzarono la formulazione del programma sono identificabili con la trasformazione della Triennale in un'attività continuativa e sistematica e con la necessità di dar vita a nuove funzioni permanenti.
In questa prospettiva, la Giunta ha quindi selezionato una serie di iniziative nell'intento di aprire la Triennale alla più ampia partecipazione possibile e ha differenziato le sue relazioni con l'esterno nei punti sottoelencati:
- Collaborazioni con specialisti del settore quali architetti, designer, artisti e critici; cooperazione con le organizzazioni del lavoratori e scambio con imprese edilizie e produttori industriali; comunicazione con le scuole di ogni ordine e grado e con un più vasto pubblico.
- Selezione di cinque temi in modo da realizzare un criterio di continuità e garantire una coerenza nel tempo che, al termine dei tre anni, sfoci in manifestazioni proiettate oltre la Sedicesima edizione. Necessarie a questo fine l'uso continuativo del Palazzo dell'Arte e una sua ristrutturazione per poter accogliere manifestazioni espositive permanenti e non.
- Inserimento in un contesto internazionale procedendo nella propria attività non solo presentando prodotti di altri paesi, ma anche scambiando le proprie ricerche con altre omologhe e correlate, realizzate all'estero. Vi è quindi l'intento di uscire da uno stato di isolamento - non voluto - rispetto ai circuiti internazionali riguardanti idee e proposte in ambito di architettura e design.
Fondamentale il ruolo dell'artigianato, la cui trattazione all'interno di questi settori avverrà sia nell'ambito del design, non inteso solo come industriale, che in "Conoscenza della città", attraverso l'esame del ruolo che le strutture artigianali svolgono nel territorio.
- Traccia di uno schema organizzativo che individui nella Triennale un centro permanente di cultura e di incontro, oltre che un luogo di esposizione; l'insieme delle funzioni sono indicate in un elenco flessibile in base a necessità, tempi e disponibilità e si presenta come un sistema coerente di iniziative. L'intero impianto organizzativo è proiettato ben oltre la Sedicesima edizione ed è pensato per fornire esso stesso dei propri prodotti specifici, al fine di costituire un patrimonio di scambio e informazione. La Triennale opera e comunica verso l'esterno attraverso: 1) Mostre prodotte; 2) Mostre scambiate; 3) Mostra "Triennale" in progress; 4) Galleria; 5) Laboratorio di comunicazione; 6) Archivio; 7) Conferenze, seminari, dibattiti; 8) Attività editoriali; 9) Spazio critico.
Tali strumenti vengono programmati durante l'arco dei tre anni, seppure con grande flessibilità, in particolare per quanto concerne le mostre che prevedono degli scambi internazionali, non conoscendo ancora in modo accurato i programmi ai quali interessarsi maggiormente. Le istituzioni operative sono dunque studiate in modo da poter continuare a svolgere la propria attività anche nella fase transitoria tra una Giunta e l'altra.
- Intenzione del Consiglio d'Amministrazione di aprire la Triennale all'uso di tutte le forze sociali, in particolare quelle del proprio territorio; tale decisione trova verifica nella modalità di presentazione del complesso di attività, nell'ampiezza e varietà di contributi che saranno raccolti e nello "Spazio critico", predisposto ad inventariare e confrontare voci ed iniziative esterne coerenti alle tematiche di fondo.

## La sistemazione del design
La sistemazione del design è una della tematiche principali della XVI Triennale di Milano sulla quale si basa il criterio della "Raccolta del Design".
Il parametro di ordinamento della raccolta del design non è quello della classificazione, bensì quello dell'esposizione delle problematiche legate alla produzione, all'uso ed al consumo degli oggetti stessi, priva di un pensiero unitario.
L'osservazione analitica per fenomeni campione e la classificazione secondo aree tematiche sono gli strumenti utilizzati per sistemare la Raccolta del Design.

### La cultura del design
La definizione di un'attività di sistemazione e raccolta era allora incerta, poiché presupponeva una definizione anche del campo di indagine, che, all'epoca, non si poteva fornire.
Teoricamente, la cultura del design fino ad adesso è intesa come la storia di oggetti di correnti culturali e metodi di progetto. Attraverso di esso si intende dimostrare la possibilità di raggiungere un'estetica del prodotto come modello ottimale e sintesi formale tra funzione/forma/uso, prendendo dunque ispirazione dal Movimento Moderno in architetture e dal razional-funzionalismo.
Nel tentativo di costruire un modello culturale unitario, la storia del design ha escluso dal suo campo di indagine due tipi di culture:
1. La cultura del progetto industriale vero e proprio, basata su dettami tecnico-ingegneristici nei quali confluiscono la cultura materiale contemporanea e molti dei suoi miti;
2. La cultura dell'ambiente reale, quello quotidiano, ossia l'insieme di luoghi, oggetti ed attrezzature progettati e prodotti al fine di costituire il panorama quotidiano.

### Verso la raccolta
Avendo definito ormai una natura non omogenea e non unitaria del design contemporaneo, la raccolta del design procede per documentazione di problematiche e classificazione di contributi teorici, di metodo, tecnici e di poetica. In questo modo, si ipotizza come operazione preliminare di un censimento sullo stato del design e dei suoi statuti disciplinari, linguistici e si consumo.
Non si può fornire una vera e propria definizione di design, se non attraverso l'elencazione e la messa a confronto di materiali eterogenei. È stato quindi chiesto a diversi designer italiani di esprimere una riflessione sul loro lavoro odierno, affinché si raccogliesse il primo materiale per l'esposizione durante la XVI Triennale di Milano. Si evince da questa ricerca che gli strumenti espressivi di questo lavoro sono liberi, mentre il numero dei partecipanti è condizionato dalle risorse limitate e dai tempi ridotti.
Si è iniziato il censimento con i seguenti autori:
- Mario Bellini
- Francesco Binfarè
- Andrea Branzi

Il tema dell'eros è sempre stato un tema considerato all'interno della realtà sessuale, mentre io l'ho sempre vissuto come una grande energia cosmica: unisce tutta l'umanità e anche permette di moltiplicarne il numero in maniera straordinaria. I sette miliardi di persone che ora vivono sulla Terra sono il risultato straordinario di questo flusso di relazioni erotiche, di amori, di passioni, di perversioni che sono una realtà storica importantissima e che deve in qualche maniera, penso, cominciare a entrare anche nel mondo del design. La modernità l'ha completamente ignorato, ferma su una visione calvinista, totalmente priva di questa condizione corporea dello sviluppo umano, vedendolo solamente come processo o industriale o razionale. Però la storia è diversa, e il ventunesimo secolo deve invece guardare questo tipo di realtà”.
Da una conversazione di Angela Rui con Andrea Branzi, Galleria Clio Calvi e Rudy Volpi, 8 aprile 2013.
- Achille Castiglioni
- Riccardo Dalisi
- Paolo Daganello
- De Pas-D'Urbino-Lomazzi
- Enzo Mari
- Roberto Sambonet
- Richard Sapper
- Ettore Sottsass
- Superstudio

### L'interno dopo la forma dell'utile: la casa decorata
La Raccolta del Design si prefigge essere uno spazio aperto per la raccolta e la documentazione legata ai giovani designer. Quindi, in questo spazio sono possibili sperimentazioni e documentazioni aperte su temi di progettazione ambientale (design, oggetti, arredi, grafica, interni, et cetera).
È dunque bandito un concorso internazionale sul tema L'interno dopo la forma dell'utile e come primo test per l'inizio dell'attività è stato organizzato un concorso ad inviti fra progettisti dell'ultima generazione sul tema La casa decorata. Entrambi i temi tendono a focalizzare l'attività del design in chiave postfunzionalista, per scoprire nuove aree di creatività nelle quali sia possibile verificare il superamento di dogmi come "la forma segue la funzione" o altri su quali si è basata la cultura del design fino al 1979. Senza voler affermare il contrario, la scelta di suddetti temi significa voler indagare la realtà dell'ambiente contemporaneo superando gli obblighi riduttivi del funzionalismo. C'è quindi un'attenzione antropologica al mondo degli oggetti e dell'ambiente.
Per questo concorso sono stati invitati:
- Martine Bedine
- Philippe Carle
- Carlo Cuomo e Antonio Catena
- Alessandro Colbertaldo

con la collaborazione di: Ave Tornaghi, Michele De Lucchi, Sauro Mainardi, Ugo Marano, Antonio Davide, Giuseppe Resigno, Paola Navona.

Pianta l'interno dopo la forma dell'utile

Sezione l'interno dopo la forma dell'utile

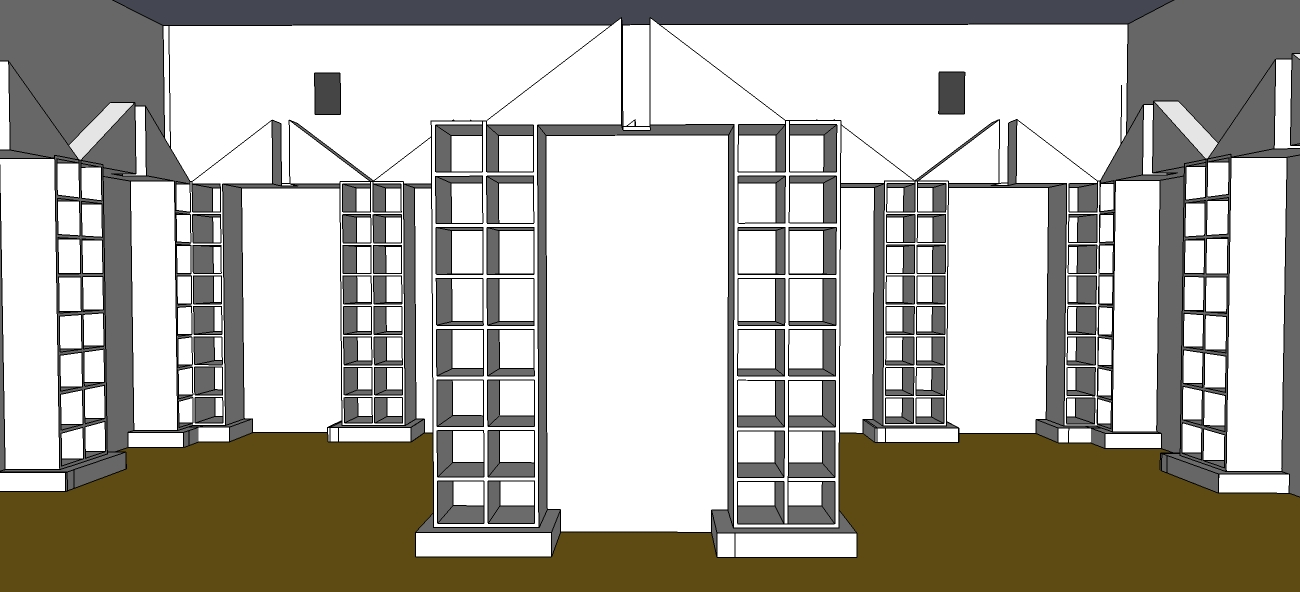
L'interno dopo la forma dell'utile

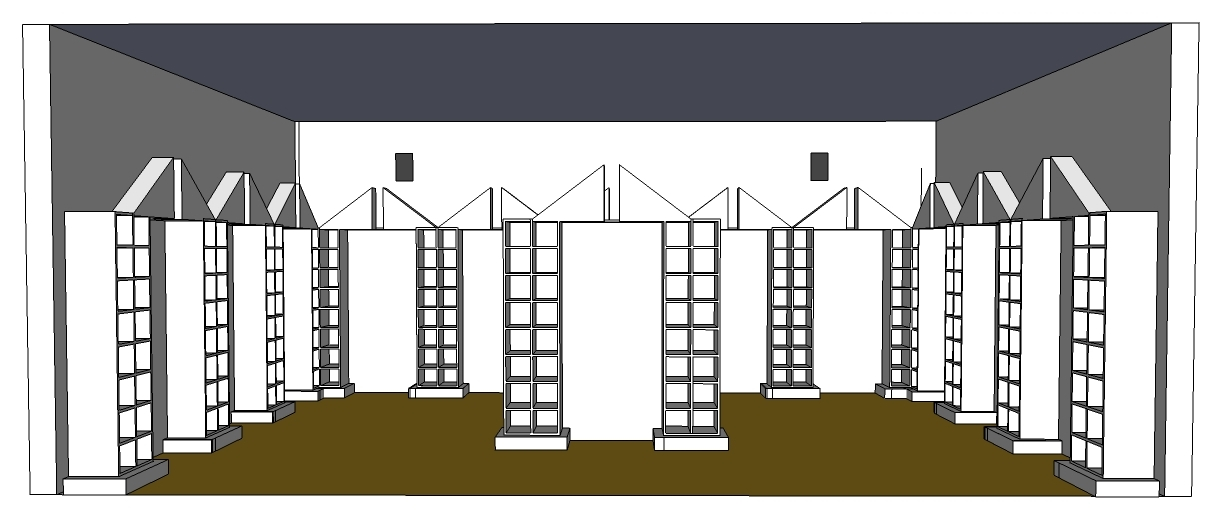
L'interno dopo la forma dell'utile

### Paesaggio casalingo
Questa mostra è collocata nel gruppo delle mostre sponsorizzate (due all'anno) che la Raccolta del Design usa come veicolo di trasmissione delle innovazioni e delle attività dei produttori, con particolare attenzione ad una delle tematiche di questa Triennale riguardante la progettazione e la sua storia.
Questa produzione, come un vero e proprio oggetto di design, viene esposta secondo tecniche particolari di restituzione grafica.
Il primo passo lo fece Alessandro Mendini, il quale, alla fine del 1977, con la collaborazione di Lidia Prandi e Patrizia Rizzi, avviò una complessa ricerca sulla produzione Alessi nell'industria dei casalinghi dalle origini fino all'attualità.
Egli si prefiggeva due obbiettivi:
1. si proponeva di dare un ordine storico e critico alla vastissima produzione dell'azienda, con il fine di produrre una monografia dalle sue origini;
2. intendeva dare indicazioni per un metodo "critico" per il progetto ed il prodotto, quindi un aiuto alla futura attività Alessi.[2]

Mendini terminò la ricerca nella primavera del 1979, avendo realizzato, oltre alla documentazione scritta, un sistema di schedatura che permettesse l'inquadramento di ogni oggetto nel tempo, nella quantità, nei materiali, nelle tipologie ed anche nelle valutazioni estetiche, tecniche, funzionali, economiche di progettazione e di uso. Inoltre, egli aggiunse del materiale iconografico che aiutò a catalogare tutti i prodotti dell'azienda.
Nel 1979, la Triennale di Milano invitò Mendini a perfezionare il progetto al fine di allestire una mostra itinerante dal titolo La produzione Alessi nell'industria dei casalinghi dal 1921 al 1980.
La mostra fu quindi inaugurata nel Palazzo dell'Arte di Milano il 15 dicembre 1979, in occasione della XVI Triennale, nella sezione Raccolta del Design. Essa fu allestita da Hans Hollein, il quale collaborò con Franz Madi e Patrizia Scarzella.
In contemporanea, la rivista Domus ha pubblicato un fascicolo contenente la ricerca di Alessandro Mendini, il quale ha poi costituito il catalogo della mostra.
La mostra è stata poi spostata in luoghi come il Forum Design di Linz e nel padiglione italiano progettato da Achille Castiglioni.
Venne poi redatta una rivista di tutta la raccolta, con titolo omonimo, a cura di Gae Aulenti.

## Il senso della moda
Dalla Triennale la moda viene presa in considerazione come oggetto di studio e di suggerimento in un periodo in cui si diffonde sempre di più la sensibilità a cogliere i messaggi del sistema della moda, intesi come elementi di ampio e complesso discorso sociale, collegati con la cultura dell'epoca. In ugual maniera la moda è individuata anche come un particolare modo di fare design condizionata a una proposta fra domanda e offerta.
Le richieste produttive e creative nel tema della moda trovano così un loro punto di unificazione di una lettura del fenomeno attenta ai suoi valori di “comunicazione” sociale e di mercato e alla sua capacità di agire direttamente sui comportamenti personali e collettivi.
Questi presupposti implicano il ricorso operativo e testimoniale di tutto quanto può avere a che fare con il discorso sociale della gestualità e del comportamento attraverso la figuratività: film d'epoca, fotografie, disegni, fumetti e disegni d'arredamento. Emergono chiaramente i fenomeni della moda intesa come simulazione, che si impone come modello persuasivo attraverso le tecniche della comunicazione.
La mostra iniziale è un tentativo di visualizzare le fasi svolte di una ricerca sulle connessioni tra il mondo della moda e le aree della comunicazione di massa per mettere in luce i meccanismi di formazione del linguaggio della moda i suoi elementi e i suoi riferimenti.

## Lo spazio audiovisivo
Il tema dello spazio audiovisivo della XVI Triennale è l'universo della comunicazione audiovisiva, in particolar modo di quella televisiva; essa non considera solo gli aspetti comunicativi ed espressivi ma anche gli effetti diretti ed indiretti su territorio. L'allestimento consiste nel lavoro sullo spazio dell'immagine televisiva e dal rapporto che le emittenti stabiliscono con la popolazione nei quali si inseriscono; esse tendono a coinvolgere gli spettatori i quali sono condizionati a sentirsi co-protagonisti delle trasmissioni.
La presenza delle emittenti facilita l'accesso alle informazioni e alle tecnologie collegate ad esse. Questa Triennale si pone l'esigenza dell'uso dello spazio come materia espressiva della comunicazione televisiva, dello spazio ambientale, della strutturazione architettonica e dell'arredamento; essa tende a studiare e interrogarsi sullo spazio prodotto dal teleschermo e "dentro" il teleschermo.

### Arte nel sociale, installazione audiovisiva
–Ugo La Pietra Architetto, artista Designer espone i suoi lavori di “riqualificazione”
Di oggetti della realtà urbana (paletti, catene, paline stradali, tralicci, transenne,...)

## Il progetto di architettura
Esistono due differenti direzioni di ricerca che sviluppano tale linea tematica: "Internazionalismo e contesto" e "Spazi della cultura".
La prima storicizza i problemi e le questioni che emergono durante la traduzione di un progetto in realizzazione pratica di una città, nonché i vari condizionamenti espressivi che la determinano, come quelli dati dagli scambi esteri e dalle realtà locali.
A tale iniziativa saranno quindi invitate a partecipare le più importanti riviste di architettura a livello mondiale, quindi ad esporre i risultati finali e confrontarli, in modo da ipotizzare soluzioni future.
Si tratta dunque di un ambito concettuale di ricerca della durata di tre anni, che mirerà a far conoscere il proprio processo lavorativo fino alla "Mostra di architettura, casa, città" (Paesi Bassi, 1870-1940), o argomenti quali un confronto tra le scuole Bauhaus-Vchustemas come differenti tipologie di insegnamento del design e dell'architettura.
La seconda tende invece ad analizzare il ruolo che il territorio e l'ambiente svolgono all'interno della gestione delle attività culturali, anche a causa del mutamento del rapporto tra accentramento e decentramento. Questa direzione di ricerca darà quindi luogo alla manifestazione di apertura della Sedicesima edizione, intitolata "Istituzioni culturali e città, a Milano", che intende storicizzare le strategie di gestione che hanno interessato il territorio milanese e confrontare quelle ideate per il futuro.

### Architettura/Idea
La mostra “Architettura/Idea” presentata alla XVI Triennale fu un importante allestimento sulla relazione tra pensiero e costruzione, ideata e curata da Aldo Rossi, Luca Meda e Daniele Vitale. Il padiglione su cui si sviluppano tutte le esposizioni, progettato da Luca Meda consta in un ampio spazio attraverso il quale si aprono regolarmente dei tagli che costituiscono le entrate. Da esse si accede a una serie di spazi chiusi, di dimensioni differenti, dove sono collocate le opere degli artisti; per la maggior parte delle stanze l'accesso è diretto e unico, mentre in alcune un corridoio posto in diagonale precede i singoli spazi. Nei diversi locali si trovano esposizioni fotografiche, architettoniche e pittoriche di vari artisti. Al centro del padiglione, si trova la sala principale, più ampia di tutte le altre, dove è esposta una copia fotografica, in dimensioni reali, della “Scuola di Atene” di Raffaello che si trova al Museo Ambrosiano di Milano. Di fronte alla riproduzione, sopra ad una base si trova un plastico riproducente Villa Emo di Andrea Palladio; alla fine della sala, si trovano invece le forme geometriche base. La particolare importanza di questa sala è dovuta all'autorità di questi artisti e alla loro rilevanza ai fini didattici della mostra.

Pianta sala mostra Architettura-Idea
Sezione AA sala mostra Architettura-Idea
Sezione BB sala mostra Architettura-Idea
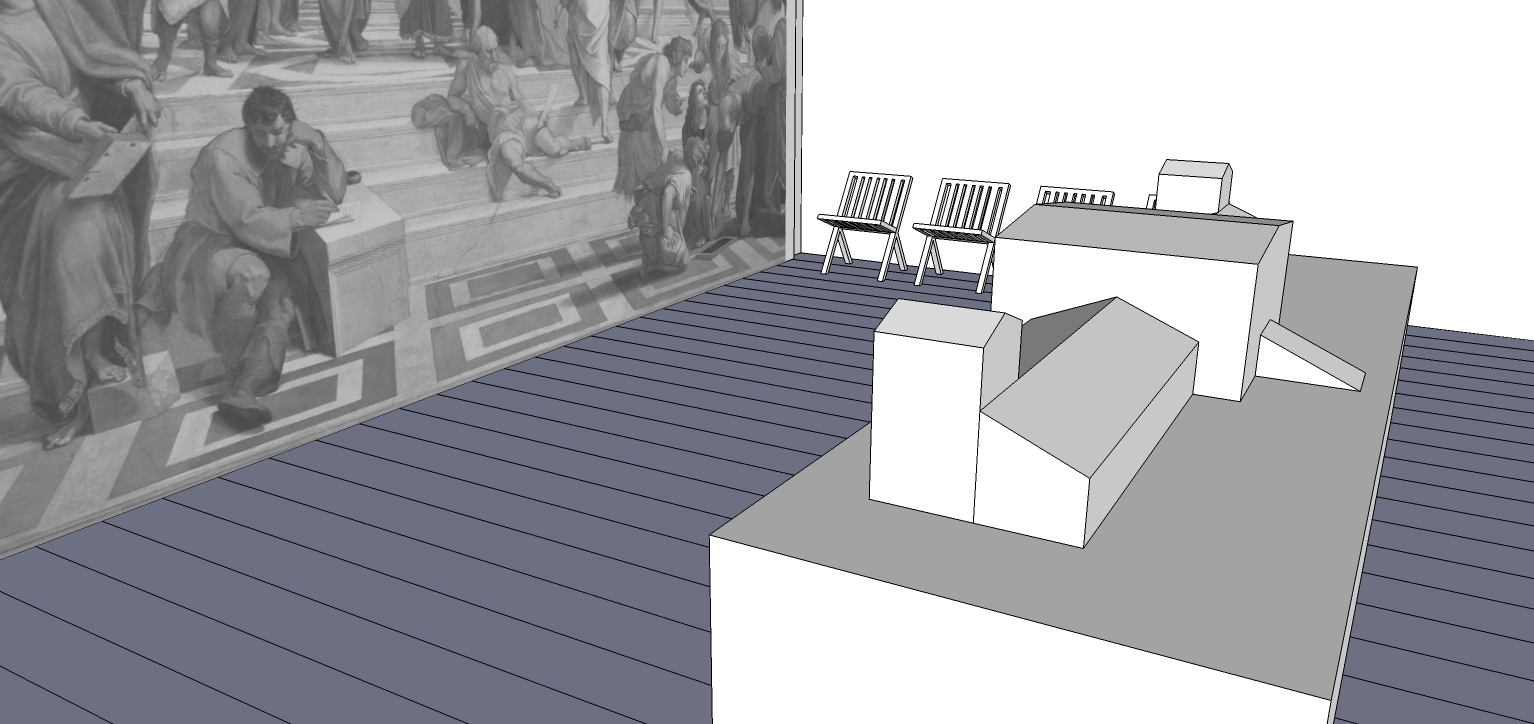
vista 3D sala
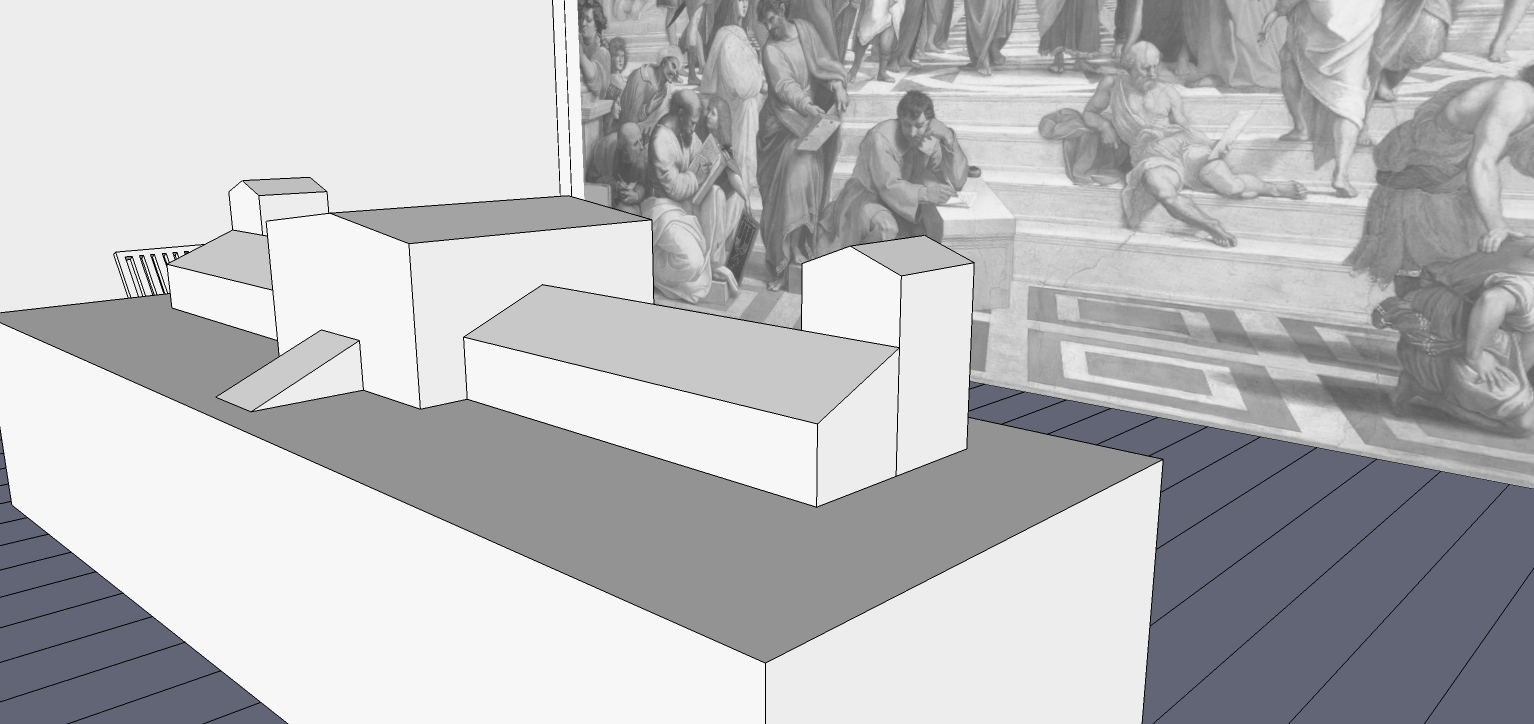
vista 3D sala (2)
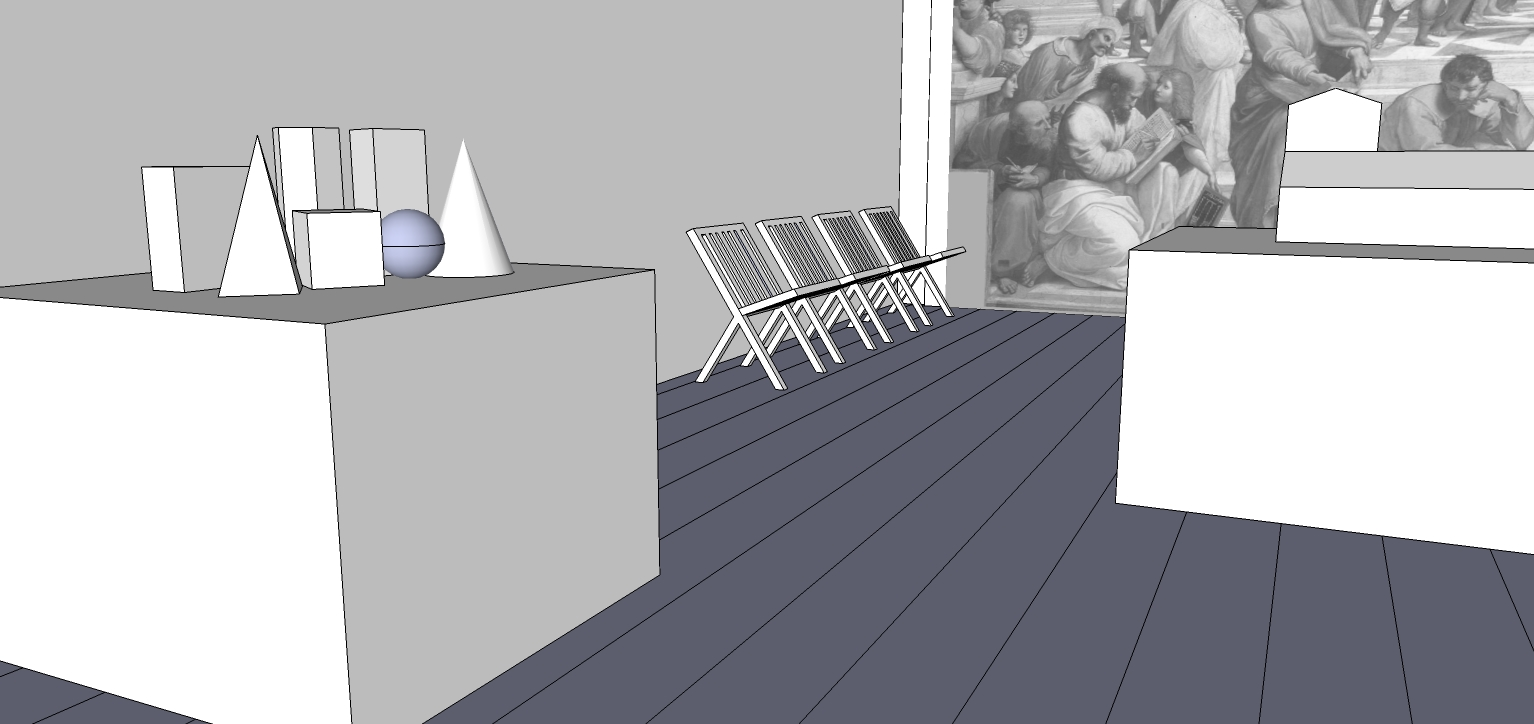
vista 3D sala (3)
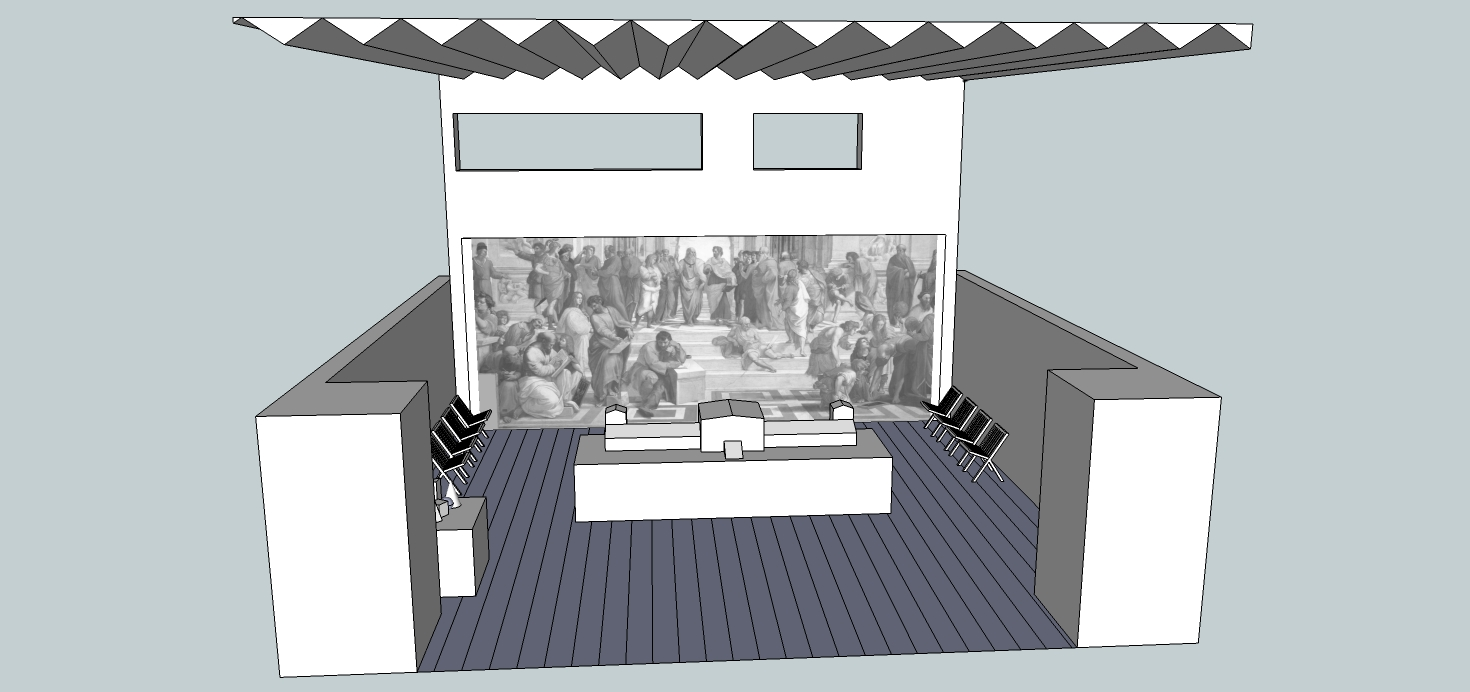
3D sala mostra Architettura-Idea